# Дмитриев, Фёдор Павлович
Фёдор Павлович Дмитриев (1925—1997) — старший сержант Рабоче-крестьянской Красной Армии, участник Великой Отечественной войны, Герой Советского Союза (1944).

## Биография
Фёдор Дмитриев родился 20 мая 1925 года  в селе Тупиковка (ныне — Бузулукский район Оренбургской области) в крестьянской семье. В 1939 году окончил семь классов школы, после чего работал трактористом. В январе 1943 года Дмитриев был призван на службу в Рабоче-крестьянскую Красную Армию. С ноября 1943 года — на фронтах Великой Отечественной войны. К марту 1944 года старший сержант Павел Дмитриев был помощником командира взвода 936-го стрелкового полка 254-й стрелковой дивизии 52-й армии 2-го Украинского фронта. Отличился во время освобождения Черкасской области Украинской ССР и форсирования Прута.
5 марта 1944 года в районе села Кобыляки Звенигородского района в критический момент боя Дмитриев поднял взвод в рукопашную атаку и прорвал вражескую оборону. 28 марта вместе со своим взводом он переправился через Прут, захватил плацдарм на западном берегу и отразил несколько вражеских контратак. В тех боях взвод Дмитриева уничтожил около 200 солдат и офицеров противника.
Указом Президиума Верховного Совета СССР от 13 сентября 1944 года старший сержант Фёдор Дмитриев был удостоен высокого звания Героя Советского Союза с вручением ордена Ленина и медали «Золотая Звезда».
После окончания войны Дмитриев был демобилизован. В 1965 году он окончил Киевский технологический техникум. Работал заведующим подсобным производством технического управления связи в Дрогобыче.

## Награды и звания
- Звание Герой Советского Союза.Указ Президиума Верховного Совета СССР от 13 сентября 1944 года:
  - Орден Ленина,
  - Медаль «Золотая Звезда».
- Орден Отечественной войны I степени. Указ Президиума Верховного Совета СССР от 11 марта 1985 года.
- Медаль «За победу над Германией в Великой Отечественной войне 1941—1945 гг.». Указ Президиума Верховного Совета СССР от 9 мая 1945 года.
- Медали СССР..
- В честь Дмитриева названа школа в его родном селе.